# Sam El Sayed
Sam El Sayed ist ein professioneller Schweizer Pokerspieler mit libanesischen Wurzeln. Er gewann 2010 das Main Event der World Poker Tour.

## Pokerkarriere
Der Schweizer stammt aus Lausanne. Seine erste Geldplatzierung bei einem Live-Turnier erzielte er Ende August 2006 in Melbourne. Im Juni 2008 war El Sayed erstmals bei der World Series of Poker im Rio All-Suite Hotel and Casino am Las Vegas Strip erfolgreich und kam bei einem Turnier der Variante No Limit Hold’em ins Geld. Anfang November 2010 gewann er in Amnéville als erster und bislang einziger Schweizer das Main Event der World Poker Tour (WPT). Dafür setzte er sich gegen 541 andere Spieler durch und erhielt neben dem Titel eine Siegprämie von knapp 430'000 Euro. Eine Woche später belegte El Sayed beim Main Event der Barriere Poker Tour in Enghien-les-Bains den zweiten Platz und sicherte sich 135'000 Euro. Mitte Mai 2011 wurde er beim WPT-Main-Event im Hotel Bellagio am Las Vegas Strip Achter und erhielt dafür über 100'000 US-Dollar. El Sayeds bis dato letzte Geldplatzierung bei einem Live-Pokerturnier erzielte er im August 2012 beim WPT-Main-Event auf Zypern.
Insgesamt hat sich El Sayed mit Poker bei Live-Turnieren über eine Million US-Dollar erspielt.